# Селенат иттербия(III)
Селенат иттербия(III) — неорганическое соединение,
соль иттербия и селеновой кислоты с формулой Yb2(SeO4)3,
бесцветные кристаллы,
растворяется в воде,
образует кристаллогидрат.

## Физические свойства
Селенат иттербия(III) при кристаллизации из водных растворов при 90°С образует бесцветные кристаллы 
моноклинной сингонии,
пространственная группа P 21/n,
параметры ячейки a = 0,9220 нм, b = 0,9521 нм, c = 1,2886 нм, β = 91,04°.
Растворяется в воде.
При кристаллизации при комнатной температуре образует кристаллогидрат состава Yb2(SeO4)3•8H2O,
моноклинная сингония,
пространственная группа C 2/c,
параметры ячейки a = 1,3751 нм, b = 0,68544 нм, c = 1,8549 нм, β = 101,80°.